# Dämpfigkeit
Dämpfigkeit (Dampf) ist eine umgangssprachliche Bezeichnung für Lungenemphyseme bei Pferden, die aus einer chronischen Erkrankung der Lungen oder des Herzens entstehen. Bis 1. Januar 2002 war Dämpfigkeit ein Gewährsmangel.

## Ursache
Wird eine Erkrankung des Bronchialsystems, meist verbunden mit Husten, nicht rechtzeitig behandelt und hält über mehrere Wochen an, geht der zu Anfang feuchte Husten in einen trockenen Husten über. Dieser kann schnell chronisch werden und führt in der Folge zum Auftreten der Dämpfigkeit.

## Symptome
Dämpfige Pferde atmen bereits bei geringer Anstrengung schwer und unregelmäßig, häufig kommt auch Husten dazu. Es zeichnet sich meist auch die sogenannte Dampfrinne ab, eine Einkerbung des Leibes zwischen Bauchmuskel und Rippenbogen. Zu Anfang ist in der Regel noch keine Verminderung der Leistungsfähigkeit des Pferdes zu bemerken, da es dem durch die Unterstützung des Ausatmens mit Hilfe der Bauchmuskulatur und eine Erhöhung der Atemfrequenz entgegenwirkt.
Eine vollständige Heilung ist nach heutigem Stand der Medizin nicht möglich, jedoch kann mit Langzeitpräparaten den Symptomen entgegengewirkt werden. Auch ist eine der geringeren Belastbarkeit der Pferde angemessene Arbeit sowie das Vermeiden von Faktoren, die die Atemwege und die Lunge reizen könnten, angebracht.